# Мор, Яков Георгиевич

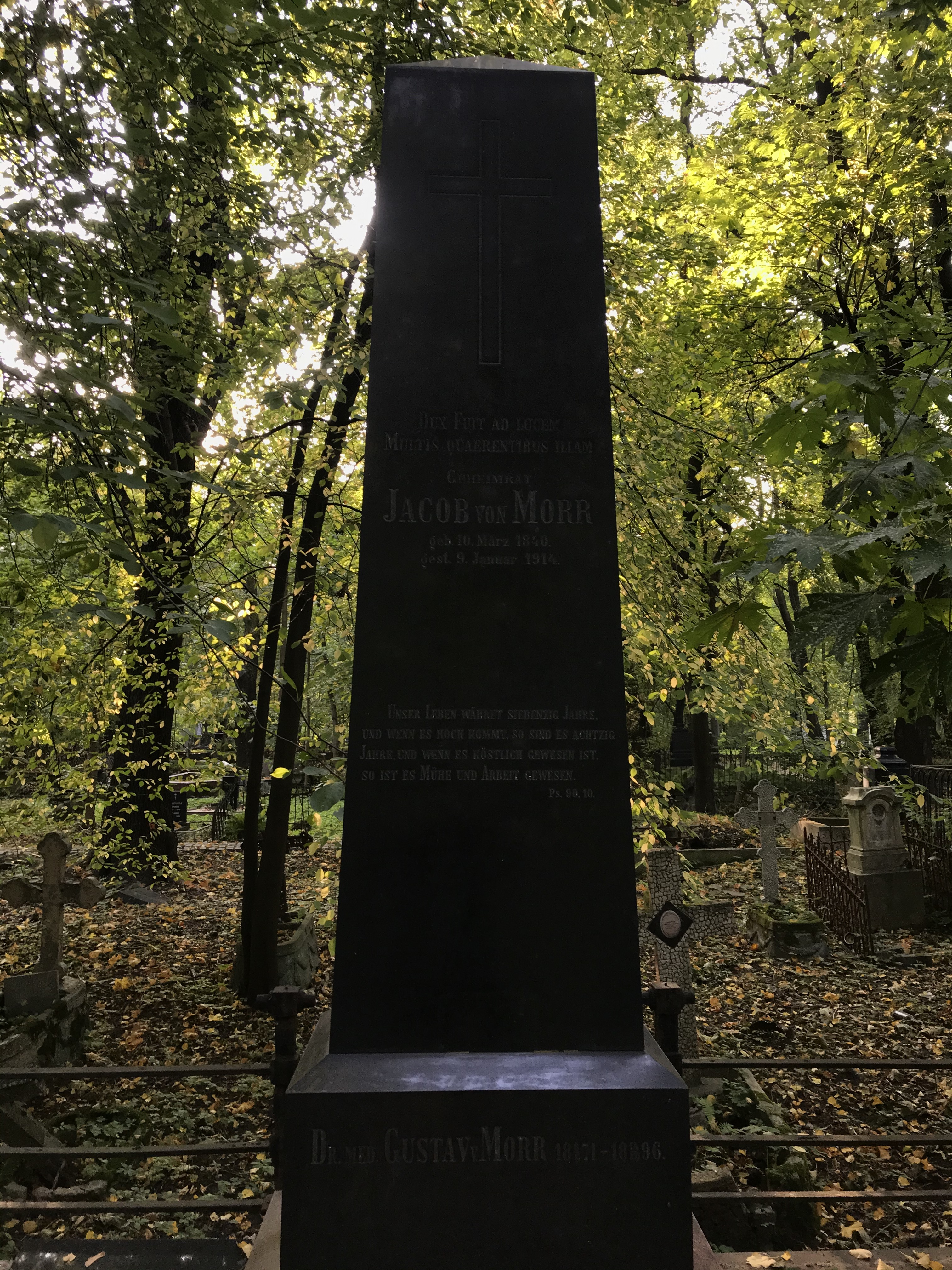
Памятник на могиле Якова Мора на Смоленском лютеранском кладбище в Санкт-Петербурге

Я́ков Гео́ргиевич Мор (нем. Jacob von Morr, латыш. Jēkabs Mors, 7 [19] марта 1840, Рига — 9 [22] января 1914, Санкт-Петербург) — российский педагог немецкого и латышского происхождения, тайный советник.

## Биография
Яков Мор родился 7 (19) марта 1840 года в городе Риге Рижского уезда Лифляндской губернии, ныне город — столица Латвийской Республики. Родители: прибалтийский немец Георг Готтфрид Морр и латышка Анна Доротея Лёвенталь (Спрогис). Предки Морров переехали в Ригу из городка Меденау (сегодня — посёлок Логвино в Калининградской области), где жили на протяжении нескольких веков.
Учился в Юрьевской учительской семинарии, затем окончил историко-филологический факультет Дерптского университета и 20 ноября 1863 года начал преподавать в Брест-Литовске учителем греческого языка. Затем преподавал в Витебской гимназии. Состоял в ведомстве министерства народного просвещения до 25 августа 1864 года.
Вернулся на службу в министерство народного просвещения 11 января 1869 года. В 1873 году был назначен преподавателем древних языков в 6-ю Санкт-Петербургскую гимназию. Спустя год ему было поручено открыть 5 прогимназию, которая впоследствии была преобразована в 8-ю Санкт-Петербургскую гимназию, где он состоял директором с 1 июля 1882 года до 1893 года, когда был назначен окружным инспектором Санкт-Петербургского учебного округа. Кроме этого, в 1876—1886 годах Я. Г. Мор параллельно состоял председателем Педагогического совета Санкт-Петербургской Покровской женской гимназии.
В 1890 году (28 декабря) получил чин действительного статского советника.
Был назначен 1 января 1896 года директором 6-й Санкт-Петербургской гимназии. Через 10 лет, 3 января 1906 года, он принял от И. Ф. Анненского руководство Царскосельской гимназией. Кроме директорских обязанностей он стал преподавать в гимназии латинский и немецкие языки в младших классах. Вскоре после прихода Мора из царскосельской гимназии были удалены два приглашенных Анненским и любимых учениками преподавателя: учитель русского языка В. И. Орлов и преподаватель математики И. М. Травчетов. В 1907 году из гимназии был переведён законоучитель протоиерей А. В. Рождественский, как не обеспечивший надежного духовного надзора над учениками. Кленовский указывал:

Все приумолкли, присмирели, стали прилежнее учиться. Мор проходил по коридорам деловитым шагом, опустив голову, внимательно глядя себе под ноги. Гимназисты, стоя рядком у стен, почтительно расшаркивались. Если кто приходил в гимназию в неряшливом виде, Моор подзывал его к кафедре и, подняв палец, стыдил перед всем классом, повышая на каждом слове свой тоненький голосок: «И это есть ученик Императорской Николаевской Царской Гимназии!»
Его не любили, но боялись и слушались. Гимназия стала на хорошем счету. Появились в ней сыновья графа Гудовича, лейб-медика Боткина, свитских генералов. Казалось, «подметено» было в стенах Царскосельской Гимназии так, что и пушинки прошлого не осталось.

Яков Георгиевич Мор скоропостижно скончался 9 (22) января 1914 года, в возрасте 74 лет. За два дня до этого, 7 января 1914 года и.д. инспектора гимназии Павел Адольфович Греве отправил попечителю учебного округа донесение с указанием, что он вступил в управление гимназией в связи с тем, что «директор гимназии тайный советник Я. Г. Мор тяжко захворал». Похоронен в семейной могиле на Смоленском лютеранском кладбище в городе Санкт-Петербурге.

## Научные труды
Я. Г. Мор составил несколько учебников по греческому языку (Краткая этимология греческого языка. — СПб.: К. Л. Риккер, 1893. — 208 с.; Краткий синтаксис греческого языка. — СПб.: К. Л. Риккер, 1899. — 110 с.), а также «Книгу упражнений по греческой этимологии» (4-е издание вышло в 1900 году; современное издание: Книга упражнений по греческой этимологии; упражнения, грамматические правила, греческо-русский словарь, русско-греческий словарь. — Изд. 2-е, испр. — М,: URSS, [2008]. — 223 с. — (Школа классической филологии). — ISBN 978-5-382-00450-1). Он публиковал материалы по ряду вопросов гимназического образования, в числе которых:
- Вопрос об обременении учеников наших гимназий в зависимости от их положения в семье и домашней обстановки. — СПб.: К. Л. Риккер, 1895
- К вопросу об обременении учеников наших гимназий. — СПб.: тип. В. Д. Смирнова, 1911
- О современной постановке школьной гимнастики и некоторых других физических упражнений. — СПб.: тип. В. Д. Смирнова, 1911

## Награды
- Императорский орден Святой Анны III степени (1872)
- Императорский и Царский Орден Святого Станислава II степени (1875)
- Императорский орден Святой Анны II степени (1878)
- Императорский орден Святого равноапостольного князя Владимира  IV степени (1883)
- Императорский орден Святого равноапостольного князя Владимира III степени (1887)
- Императорский и Царский Орден Святого Станислава I степени (01.01.1898)
- Императорский орден Святой Анны I степени (01.01.1909)

## Семья
Женился 26 июля 1869 года в Тарту на Авроре Юлиане Катарине Тыниссон, дочери эстонца Карла Густава Тыниссона из Паламузе и немки Вильгельмины фон Шёнеберг из Валмиеры. У них родились сын Георгий (в 1874) и три дочери (в 1879, 1884 и 1886). Старшая из дочерей, Екатерина Яковлевна Мор, также посвятила себя педагогической деятельности. В 1897 году она поступила на Педагогические курсы при Петербургском Фребелевском обществе для содействия первоначальному воспитанию, а в 1904 году — в Петербургский женский педагогический институт.
Яков Мор приходится прадедом российской журналистке Ирине Прусс.